# Municipio de Pittsford (Míchigan)
El municipio de Pittsford (en inglés: Pittsford Township) es un municipio ubicado en el condado de Hillsdale en el estado estadounidense de Míchigan. En el año 2010 tenía una población de 1603 habitantes y una densidad poblacional de 17,39 personas por km².

## Geografía
El municipio de Pittsford se encuentra ubicado en las coordenadas 41°51′21″N 84°25′6″O / 41.85583, -84.41833. Según la Oficina del Censo de los Estados Unidos, el municipio tiene una superficie total de 92.17 km², de la cual 91,74 km² corresponden a tierra firme y (0,46 %) 0,42 km² es agua.

## Demografía
Según el censo de 2010, había 1603 personas residiendo en el municipio de Pittsford. La densidad de población era de 17,39 hab./km². De los 1603 habitantes, el municipio de Pittsford estaba compuesto por el 96,26 % blancos, el 0,31 % eran afroamericanos, el 0,56 % eran amerindios, el 0,44 % eran asiáticos, el 1,25 % eran de otras razas y el 1,19 % eran de una mezcla de razas. Del total de la población el 2,12 % eran hispanos o latinos de cualquier raza.